# TYO (コンテンツ制作会社)
株式会社TYO（ティー・ワイ・オー、英: TYO Inc.）は、日本のコンテンツ制作会社。KANAMEL株式会社の完全子会社。
テレビCM制作会社として創業し、そのシェアは国内第2位。社名の由来は、航空会社の業界団体（国際航空運送協会）が「東京」を表すために用いる都市コード「TYO」から取ったものである。一時期は経営危機に陥ったものの、自力再建を果たしている。

## 沿革
- 1982年4月 - 株式会社ティー・ワイ・オーを設立。
- 2002年4月 - 株式を店頭公開（現在のJASDAQ）。
- 2010年7月 - 主要CM子会社等9社を吸収合併。合併対象会社は事業部として運営開始[1]。
- 2013年10月 - 東京証券取引所第二部に市場変更。
- 2014年1月 - 東京証券取引所第一部に指定替え。
- 2016年
  - 7月11日 - AOI Pro.（9607）共同持株会社を設立する形で経営統合することを公表[2]。
  - 12月28日 - 東京証券取引所市場第一部上場廃止。
- 2017年1月4日 - 同じく業界大手のAOI Pro.と経営統合し、共同持株会社であるAOI TYO Holdings株式会社（後のKANAMEL）を設立[2]。
- 2018年 - 本社を東京都渋谷区恵比寿に移転。
- 2019年7月23日 - AnyProjects株式会社と資本業務提携。
- 2021年
  - 1月4日 - グループ再編により、株式会社ティー・ワイ・オーが広告映像関係事業を新設会社の株式会社TYO（ティー・ワイ・オー、英: TYO Inc.）に会社分割し、株式会社xpd（イクスピーディー、英: xpd Inc.）へ商号変更[注 1]。同時に株式会社xpdは、株式会社Quark tokyo、株式会社ゼオ、株式会社TYOデジタル・ワークス、及び株式会社TYOパブリック・リレーションズを吸収合併。株式会社TYOは本社を東京都港区赤坂に置く。
  - 3月 - 株式会社xpdが本社を東京都渋谷区神宮前に移転。

## 事業
- MONSTER - 映像制作全般
- TYO drive - 映像制作全般
- PRO2 - 広告制作全般
- SPARK - ブランディング、広告全般の戦略・企画立案、ディレクション
- Camp KAZ - 映像制作全般
- オファリングマネジメント - 広告制作作業全般
- Creative Incubation - コンサルティング、クリエイティブソリューションの提供、事業開発
- ドワーフ - キャラクター等の企画・開発、こま撮りアニメーションの制作

※過去にはゲーム部門が自社内にあった。美少女系世界紀行ゲーム「World Tour Conductor」をJTBの協力を得て企画制作・発売したことがある。

## グループ会社
- ケー・アンド・エル - 広告コミュニケーション業務全般
- 祭 - 音楽映像 企画・制作、その他ファッション映像コンテンツの企画・制作
- Rabbit Digital Group - デジタル・マーケティング・サービス

## かつてのグループ会社
- 円谷プロダクション - 2007年買収。映画製作・版権提供、バンダイとの共同出資。2010年4月2日にTYO保有全株式を遊戯機大手のフィールズに売却。同社とは1990年代後半「円谷プロ企業CM」でTYOが下請けとして制作に参加した事がある。
  - 円谷エンタープライズ - 2007年買収。 番組配給・版権提供。2008年1月7日に円谷プロダクションに吸収合併。
  - ビルドアップ - 2007年買収。特殊造形・CG映像の企画・制作。2008年1月7日に円谷プロダクションに吸収合併。
- ハルフィルムメーカー - アニメーションの企画・制作。2009年7月1日に同じグループ内のゆめ太カンパニーに吸収合併、ブランドのみ存続。
  - 遊歩堂 - アニメーションの制作。ハルフィルムメーカーの元子会社。
- デジタル・フロンティア （CG映像の企画・制作）- 2010年4月に同社保有株を遊戯機大手のフィールズに売却。
  - GEMBA （CG映像の企画・制作）
  - さるちん （CG映像の企画・制作）
- 5pb. - 音楽制作・ゲームソフト開発、2009年4月15日付でMBOを実施、代表の志倉千代丸にTYO保有全株式を譲渡しグループを離脱[4]。2011年6月1日にAG-ONEと合併、MAGES.となる。
- 朱雀 - ゲームソフト開発、下記傘下2社とともに2009年4月16日付でMBOを実施しグループを離脱[5]。
- スティング - ゲームソフト開発、2009年4月30日付でグループを離脱[6]。
- RIZE DRAGON - ゲームソフト開発。
- Genterprise - ゲームソフト販売。
- 動画工房 - アニメーション制作、2009年4月23日付で代表の石黒竜にTYO保有全株式を譲渡し、グループから離脱[7]。
- TYOアニメーションズ - アニメーションの制作。2017年11月30日付でグラフィニカに売却[8]。
- リアル・ティ - アニメポストプロダクション。
- ペッププランニング - イベント企画制作、実施運営。2021年1月1日付で株式会社ゼオに吸収合併。
- ジゴワット - 空間プロデュース、コンテンツ制作。2021年1月1日付で株式会社ゼオに吸収合併。
- ルーデンス - CG・デジタルコンテンツ企画制作。2021年1月1日付で株式会社TTRに吸収合併。
- TYOデジタル・ワークス - WEB広告制作。2021年1月4日付で株式会社xpdに吸収合併。
- ゼオ - マーケティングコミュニケーション。2021年1月4日付で株式会社xpdに吸収合併。
- TYOパブリック・リレーションズ - 広告コミュニケーション業務全般。2021年1月4日付で株式会社xpdに吸収合併。
- TTR - テレビCM制作、映像ポスト・プロダクション業務、映像撮影関連業務、CGI制作。2021年1月4日付で株式会社TREE Digital Studioに吸収合併。

## 役員
2023年8月現在。
代表取締役社長
- 早船浩

専務取締役
- 羽鳥貴晴

取締役
- 朝比奈雄尚
- 浜谷英輝
- 岸本高由
- 上窪弘晃（非常勤）
- 譲原理（非常勤）

監査役
- 宝田晴夫

執行役員
- 久保田仁
- 中嶋秀明
- 立川敦
- 水野卓志
- 小矢親世